# John Buckley
John Buckley (Inchigela, County Cork, 2 de novembro de 1939) é um ministro irlandês e bispo católico romano emérito de Cork and Ross.
Depois de deixar a escola, Buckley estudou teologia católica romana no St. Patrick's College em Maynooth. Em 20 de junho de 1965, Buckley foi ordenado sacerdote. Ele então lecionou no St. Finbarrs College, Farranferris, do qual mais tarde se tornou presidente.
Em 16 de março de 1984, o Papa João Paulo II o nomeou Bispo Auxiliar da Diocese de Cork e Ross e Bispo Titular de Leptis Magna. O bispo de Cork e Ross, Michael Murphy, concedeu sua consagração episcopal em 29 de abril do mesmo ano. Os co-consagradores foram o Núncio Apostólico na Irlanda, Arcebispo Gaetano Alibrandi, e o Arcebispo de Cashel e Emly, Thomas Morris.
Em 19 de dezembro de 1997, Buckley foi nomeado bispo de Cork and Ross. A posse ocorreu em 8 de fevereiro do ano seguinte.
O Papa Francisco aceitou sua aposentadoria em 8 de abril de 2019.